# Duliticola paradoxa
Duliticola paradoxa is een keversoort uit de familie netschildkevers (Lycidae). De wetenschappelijke naam van de soort werd in 1926 gepubliceerd door Eric Georg Mjöberg.